# Mamá Oca

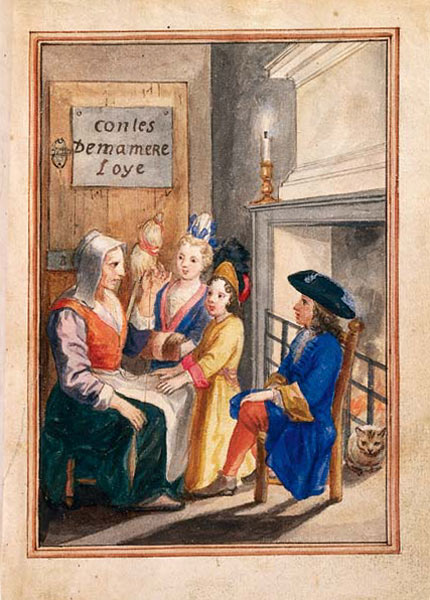
Frontispicio de una copia manuscrita de los Cuentos de Mamá Oca publicada en 1695, dos años antes de su publicación oficial. Esta edición sólo contiene cinco de los ocho cuentos.

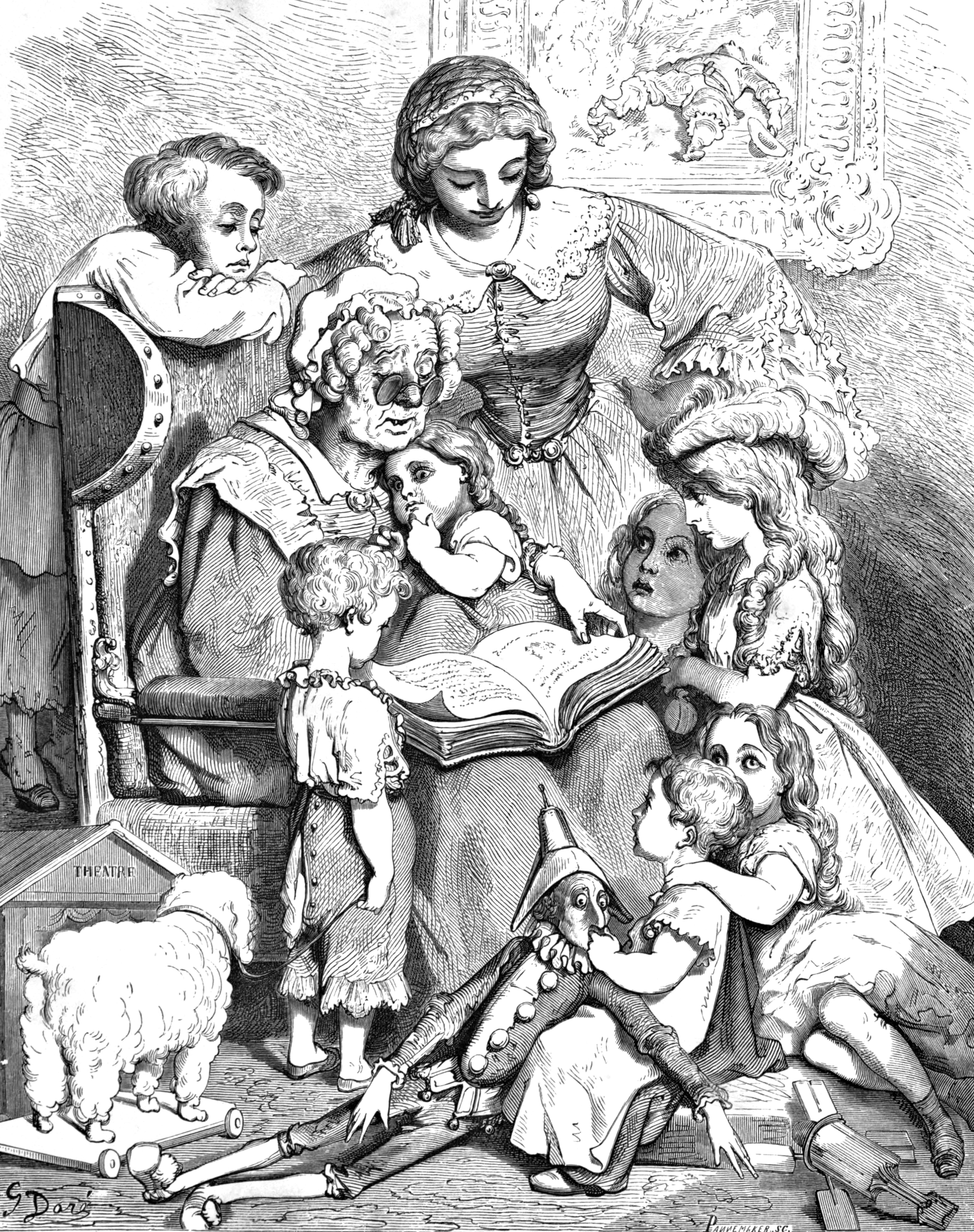
Ilustración de Mamá Oca por Gustave Doré (1866).

Mamá Oca o Mamá Ganso procede de la expresión «Cuentos de Mamá Oca» o «Cuentos de Mamá Ganso», traducción al español de la expresión francesa Contes de ma mère l'Oye («cuentos de mi madre la Oca») que, en el siglo XVII en Francia, era sinónimo de cuentos de hadas. La expresión perduró gracias a la divulgación que le dio Charles Perrault al integrarla en el frontispicio del libro de cuentos que publicó en 1697, Histoires ou contes du temps passé avec des moralités, hasta tal punto que se piensa que ese es el título original del libro.

## ¿Quién fue Mamá Oca?
Ningún cuento menciona a Mamá Oca, porque no es un personaje. La «madre Oca» es una figura mítica recurrente que subyace todos los cuentos que se relatan delante de la chimenea y que adopta todas las formas que pueden revestir las narradoras tradicionales.
Como lo explica la primera edición del Diccionario de la Academia Francesa de 1694, tradicionalmente la lengua popular llamaba «cuentos de mi madre la Oca» (Contes de ma mère l'Oie) a los cuentos de hadas en general, entre otras expresiones como «cuento de viejo lobo», «cuentos de vieja», «cuentos de la cigüeña», «cuentos de Piel de Asno», «cuentos chinos», «cuento amarillo», «cuento azul», «cuento violeta», «cuentos tuertos» (conte au vieux loup, conte de vieille, conte de Peau d’ane,  conte de Peau d’ane, contes de la cigogne, conte de Peau d’Ane, conte à dormir debout, conte jaune, bleu, violet, conte borgne). Según el diccionario, esas expresiones se aplicaban a las «fábulas ridículas con las que las personas mayores entretienen y divierten a los niños». Hablar de «cuentos de mi madre la Oca» se refería, aparte de los cuentos infantiles que no gozaban de mucho reconocimiento, a «contar cuentos», a saber, cosas inverosímiles y sin fundamento. Según el diccionario Littré, la expresión puede rastrearse en textos de Nicolás Boileau (Dissertation sur Joconde, 1669) y de Antoine Furetière (le Roman bourgeois, 1713). En ese sentido, la primera mención conocida parece ser la que apareció en la página 18 de una epístola de junio de 1650 de la gaceta La Muse Historique, de Jean Loret, que recurre a la metáfora comme un conte de la Mère Oye ("como un cuento de la Madre Oca").
Mamá Oca se refería también hace siglos a un antiguo cuento muy conocido, el de la «Reina Pie de Oca» (la Reine Pédauque), que se asimila a diversas figuras históricas como Bertrada de Laon, madre de Carlomagno, apodada Berta la de los grandes pies. En el siglo XIX, Jacob Grimm la asocia también a Berta de Suabia, apodada Berta la hilandera.
Mamá Oca recuerda también a aquellas hadas medievales que dejaban huellas de patas de oca tras su paso, así como a las viejas nodrizas a las que se calificaban de ocas o cigüeñas.
En las ediciones de 1695 y 1697 de las Historias o cuentos del tiempo pasado, Perrault no nombra a la Madre Oca o Mamá Oca sino que su nombre aparece grabado en la ilustración del fronstispicio del libro. En una época en la que la encuadernación en cuero impedía las ilustraciones en cubierta, el frontispicio era la presentación del libro al lector, y lejos de ser una mera ilustración, servía de prefacio en imagen. Esta imagen permite asociar los cuentos de Mamá Oca con:
- un origen popular
- una tradición oral destinada a un público infantil, adolescente y aristocrático
- un género femenino, aunque el que firma (Pierre d'Armancour) y el autor reconocido por los críticos (Perrault) son hombres. Mamá Oca nos sitúa en el universo de las madres, las abuelas, las amas de llaves y las grandes amigas
- las hilanderas, a través del huso de la vieja. La narradora, que hila las historias, se asemeja al hada (de los cuentos de hadas), que devana el destino de los hombres.[8]

### Charles Perrault
En general, se reconoce al famoso escritor francés Charles Perrault como el principal difusor del personaje de Mamá Oca, ya que sin él la expresión ma mère l'Oie (mi madre la Oca) se habría perdido al igual que con el tiempo desaparecieron las expresiones sinónimas. En 1697 publicó su libro de relatos más conocido, Histoires ou contes du temps passé (Historias y cuentos de tiempos pasados), que subtituló como Les contes de ma Mère l'Oye (Cuentos de mi madre la Oca), nombre con el que fueron conocidos y traducidos a numerosos idiomas.
Perrault recopiló relatos de la tradición oral, como El Gato con Botas o Caperucita Roja, y los reescribió para adaptarlos a los gustos de las clases acomodadas a las que iban destinados, de manera que estas aceptasen cuentos procedentes del pueblo llano; se volvieron así más elegantes y se endulzaron perdiendo los detalles más crueles de sus versiones campesinas originales. Son estas versiones que han llegado hasta el siglo XXI. La figura de Mamá Oca es por lo tanto un instrumento que permite a Perrault entroncar directamente con esa tradición oral popular en la que Mamá Oca, generalmente de origen rural, era la autora/narradora de los relatos infantiles, y acercarse así al lector.

### ¿Oca o ganso?
La traducción de los cuentos de Perrault a principios del siglo XVIII al castellano dio a conocer al personaje en España, donde se le llamó Mamá Oca (Oye es Oca —ganso doméstico— en francés). Al ser traducidos al inglés, fueron llamados cuentos de Mother Goose (lit. Madre Ganso). Posteriormente, el personaje de Mother Goose fue muy desarrollado en la tradición literaria inglesa, y a finales del siglo XIX algunos libros en los que aparecía Mother Goose fueron traducidos del inglés al castellano con el nombre de Mamá Ganso. La denominación de Mamá Ganso o Mamá Oca en castellano es totalmente válida, aunque la palabra «ganso» aplicada a personas tiene connotaciones negativas en Argentina o España, sinónimo de tonto o torpe, por lo que no es común que se refiera así al personaje, prefiriéndose Mamá Oca.

## Mamá Ganso en música y poesía
En 1765, Mother Goose's Melody de John Newbery cambió el enfoque de los cuentos de hadas a las rondas infantiles, y en inglés fue la connotación principal de Mamá Ganso hasta recientemente. Muchas personas en el Reino Unido ahora solo conocen el nombre como título de una pantomima para Navidad - los cuentos que han formado la base de muchas pantomimas clásicas británicas, entre una llamada "Mother Goose".
El compositor francés Maurice Ravel escribió una obra llamada Ma Mère l'Oye, una suite para piano, que en 1912 orquestó y convirtió en ballet.